# Scotty Anderson
Scotty Anderson, född 24 november 1979 i Jonesboro, Louisiana, är en före detta amerikansk fotbollsspelare i NFL. På planen spelade han som wide receiver.